# Balihavet
Balihavet er farvandet nord for de indonesiske øer Bali og Lombok, ud til Kangeanøerne. Balihavet grænser til Javahavet i nord og Floreshavet i øst. Den regnes som en del af Stillehavet, og danner Stillehavets grænse mod det Indiske Ocean gennem sundet mellem Bali og Lombok (Selat Lombok).
7°40′S 116°04′Ø / 7.66°S 116.07°Ø